# Maltosa
Una maltosa és un disacàrid format per dues α+D glucopiranoses. La unió de les dues glucoses és per mitjà d'un enllaç α(1→4), per tant és un enllaç monocarbonílic, o sigui, que s'estableix entre el carboni anomèric de la primera glucosa i el quart carboni, que no és anomèric. Pot reduir el reactiu de Fehling. Es troba en les fècules i la cervesa. Es pot obtenir per hidròlisi del midó o del glicogen, procés sobretot emprat en les indústries alimentàries, donant lloc a diferents tipus de xarop de maltosa segons el procés emprat.

## Descobriment i etimologia
La maltosa va ser "descoberta" per Augustin-Pierre Dubrunfaut, tot i que aquest descobriment no va ser àmpliament acceptat fins que va ser confirmat el 1872 pel químic i cerveser irlandès Cornelius O'Sullivan.
Hi ha una sèrie de termes de l'anglès antic i mitjà (mealt, meltan, melt) i un terme de l'alt alemany (malz) que poden haver originat l'arrel de la maltosa, malt.

## Origen en la naturalesa
La maltosa és un component de la malta, una substància que s'obté en el maltatge, procés de permetre que el gra de cereal s'estovi a l’aigua i germini. També és present en quantitats molt variables en productes de midó parcialment hidrolitzats com la maltodextrina, el xarop de blat de moro i el midó diluït amb àcid. L'obtenció industrial hom fa a partir de midó o glicogen hidrolitzats amb ajuda d'enzims alguns d'ells producte obtinguts per biotecnologia.